# 秋田市立豊岩小学校
秋田市立豊岩小学校（あきたしりつ とよいわしょうがっこう）は、秋田県秋田市豊岩にある公立小学校。学校区は、主に雄物川南岸地域となっている。

## 概要
1875年創設の伝統校で、渋谷地、九十田、町田、碇、石田坂、居使、中島、前郷、小山などを学区とする。ほとんどの生徒が、隣接する秋田市立豊岩中学校に進学していたが、現在は秋田市立秋田西中学校に進学している。秋田市立浜田小学校、秋田市立下浜小学校と統合する予定である。
- 敷地面積：8,378m2
- 校舎面積：1,866m2
- 屋内運動場面積：696m2
- 屋外運動場面積：4,252m2

## 教育目標
- 豊に かしこく たくましく
  - 思いやりの心を大切にし、進んで人と関わる子供
  - 自ら問を発し、学び合い探求する子供
  - 目標の達成に向けて粘り強く取り組む逞しい子供

## 沿革
以下、注釈の無い項目は学校の公式サイトの情報によるもの。
- 1875年 - 豊巻小学校として居使地区に創設。
- 1889年 - 校舎を中島に移転。
- 1934年 - 現在地に移転。
- 1947年 - 現校名に改称。
- 1954年 - 校歌制定。
- 1996年 - 特殊学級あおば設置。
- 2006年 - 秋田市立八田小学校と統合。
- 2012年 - 豊岩児童室開設。

## 校歌
- 作詞　中川正男[3]

## スポーツ少年団
- 野球[4]

## 主な進学先
- 秋田市立秋田西中学校

## 最寄駅
- 新屋駅

## アクセス
- 秋田中央トランスポート 秋田市マイタウン・バス西部線・豊岩コース 豊岩小学校前下車

## 学区内周辺

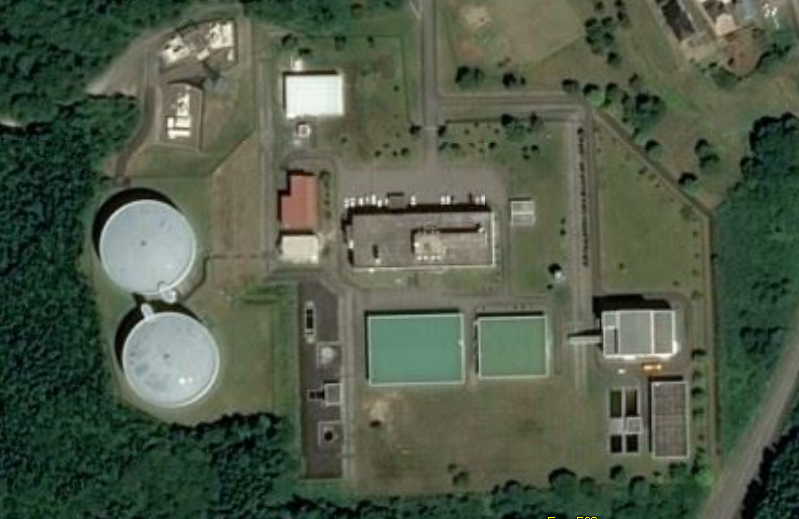
豊岩浄水場
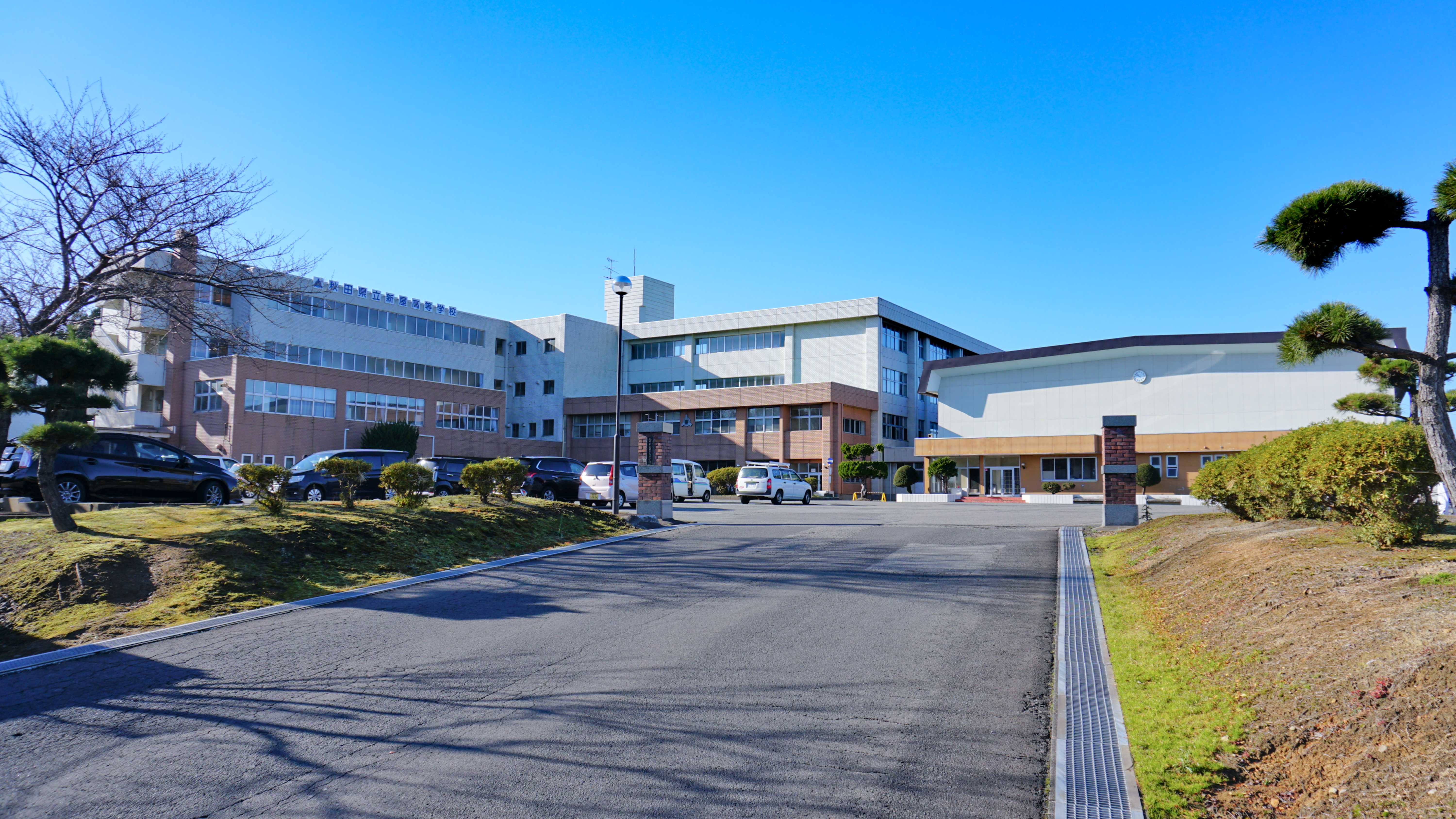
新屋高校
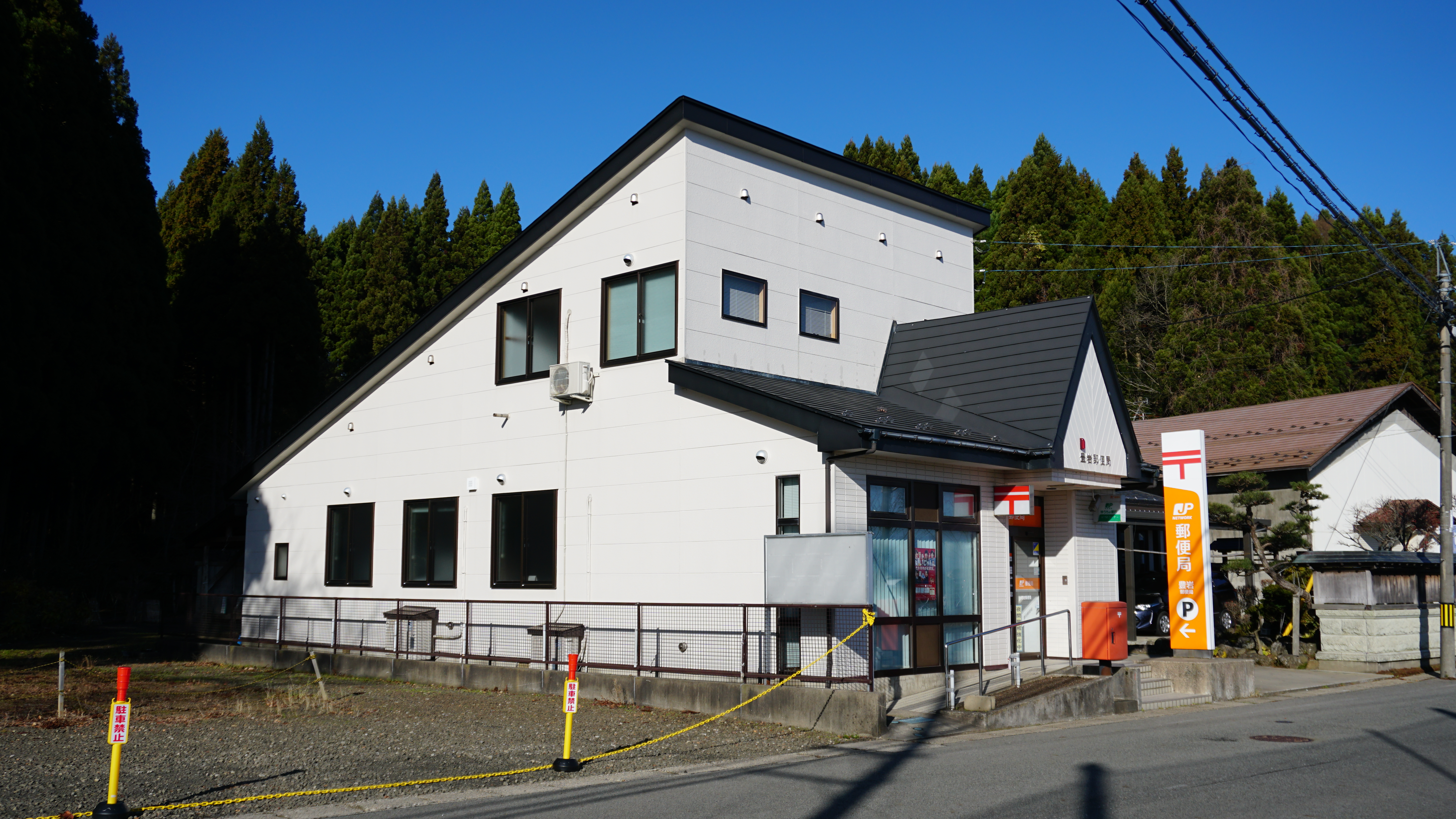
豊岩郵便局

## ギャラリー

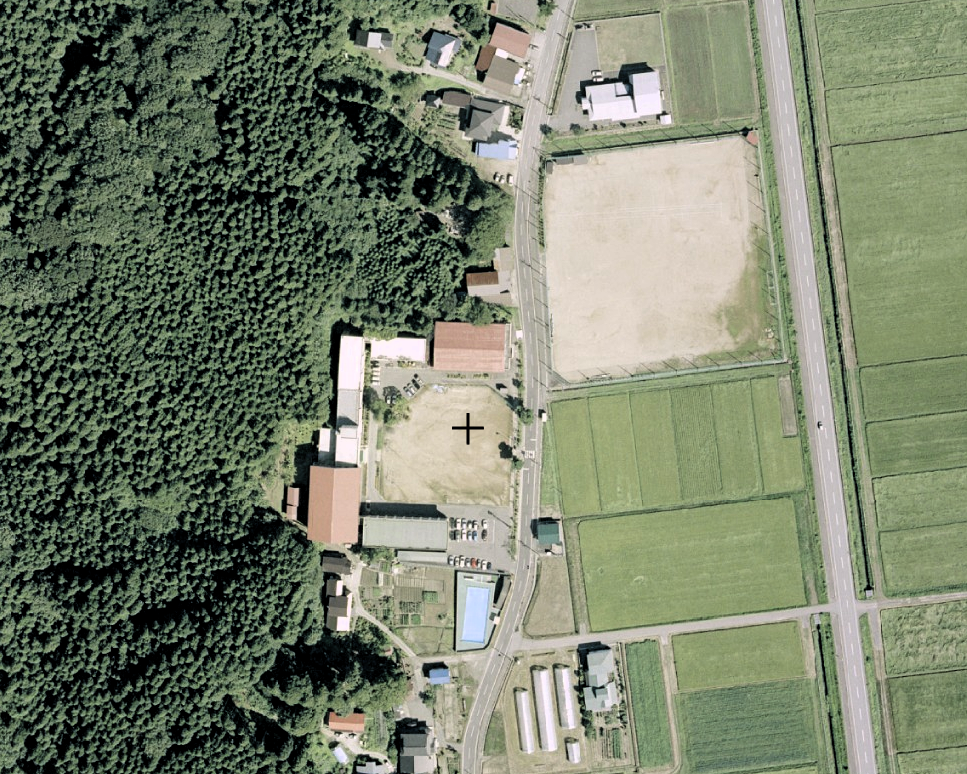
2009年撮影の豊岩小中衛星図
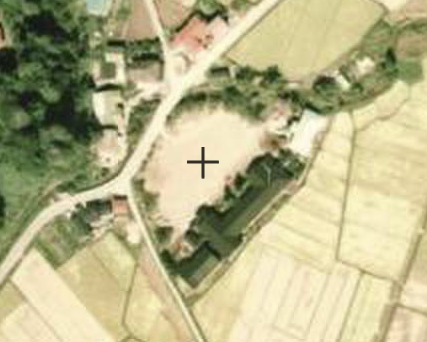
1970年代の八田小学校